# Calotes liolepis
Espèce
Calotes liolepis est une espèce de sauriens de la famille des Agamidae.

## Répartition
Cette espèce est endémique du Sri Lanka.

## Publication originale
- Boulenger, 1885 : Catalogue of the lizards in the British Museum (Natural History) I. Geckonidae, Eublepharidae, Uroplatidae, Pygopodidae, Agamidae, Second edition, London, vol. 1, p. 1-436 (texte intégral).